# Maicon Pereira Roque
Ej att förväxla med Maicon Pereira de Oliveira, brasiliansk fotbollsspelare som avled 2014.
Maicon Pereira Roque, född 14 september 1988, eller bara Maicon, är en brasiliansk fotbollsspelare (mittback) som spelar för Al-Nassr, på lån från Galatasaray.